# Grjada Razdeljajushchaja
Grjada Razdeljajushchaja (russisch Гряда Разделяющая Grjada Rasdeljajuschtschaja, deutsch ‚Geteilter Grat‘) ist ein Gebirgskamm im ostantarktischen Coatsland. Er ragt an der Südwestseite der Gora Zametnaja auf.
Russische Wissenschaftler benannten ihn.